# Залипье (Красноярский край)
Залипье — село в Абанском районе Красноярского края России. Входит в состав Туровского сельсовета.

## История
Село Залипье было основано в 1897 году. По данным 1929 года в селе имелось 85 хозяйств и проживало 494 человека (в основном — белоруссы). Функционировала школа. В административном отношении Залипье являлось центром сельсовета Абанского района Канского округа Сибирского края.

## География
Село находится в восточной части Красноярского края, на расстоянии приблизительно 15 километров (по прямой) к востоку от посёлка Абан, административного центра района. Абсолютная высота — 315 метров над уровнем моря.

## Население
| 1926 | 1989 | 2002 | 2010 |
| ---- | ---- | ---- | ---- |
| 494  | ↗758 | ↘563 | ↘467 |

Гендерный состав
По данным Всероссийской переписи населения 2010 года 220 мужчин и 247 женщин из 467 чел.
Национальный состав
Согласно результатам переписи 2002 года, в национальной структуре населения русские составляли 97 %.

## Инфраструктура
В селе функционируют основная общеобразовательная школа, фельдшерско-акушерский пункт, сельский клуб, библиотека. Отделение связи закрыли в 2020 году.

## Улицы
Уличная сеть села состоит из 8 улиц.